# Unión de Tula
Unión de Tula es una localidad del estado mexicano de Jalisco. Es la cabecera del municipio de Unión de Tula.

## Toponimia
El nombre «Unión» es en homenaje a una de las tres garantías del Plan de Iguala: Religión, Independencia y Unión. Dicho plan fue promulgado meses antes de la fundación de la localidad. El nombre «Tula» es la unión de las iniciales de los apellidos de sus cuatro fundadores: Topete, Villaseñor, Lazcano y Arriola.

## Demografía
| Gráfica de evolución demográfica |
|                                  |

| Censo | Población |
| ----- | --------- |
| 1900  | 2 669     |
| 1910  | 3 040     |
| 1921  | 4 083     |
| 1930  | 4 420     |
| 1940  | 3 933     |
| 1950  | 4 809     |
| 1960  | 5 680     |
| 1970  | 6 399     |
| 1980  | 7 670     |
| 1990  | 8 418     |
| 2000  | 8 665     |
| 2010  | 9 035     |
| 2020  | 9 529     |